# 南沙区 (広州市)
南沙区（なんさく）は中国広東省広州市に位置する市轄区。

## 歴史
1993年7月8日に広州南沙経済技術開発区（国家級）が設立され、2005年4月28日に広州市南沙区が新設され現在に至る。

## 行政区画
3街道、6鎮を管轄する：
- 街道
  - 南沙街道、珠江街道、竜穴街道
- 鎮
  - 万頃沙鎮、横瀝鎮、黄閣鎮、東涌鎮、大崗鎮、欖核鎮

## 交通

### 鉄道
- 中国鉄路総公司
  - 広深港高速鉄道

（広州方面）- 慶盛駅 -（深圳方面）
- 広州地下鉄
  - ■4号線

- 東涌駅 - 慶盛駅 - 黄閣汽車城駅 - 黄閣駅 - 蕉門駅 - 金洲駅 - 飛沙角駅 - 広隆駅 - 大涌駅 - 塘坑駅 - 南横駅 - 南沙客運港駅

### 道路

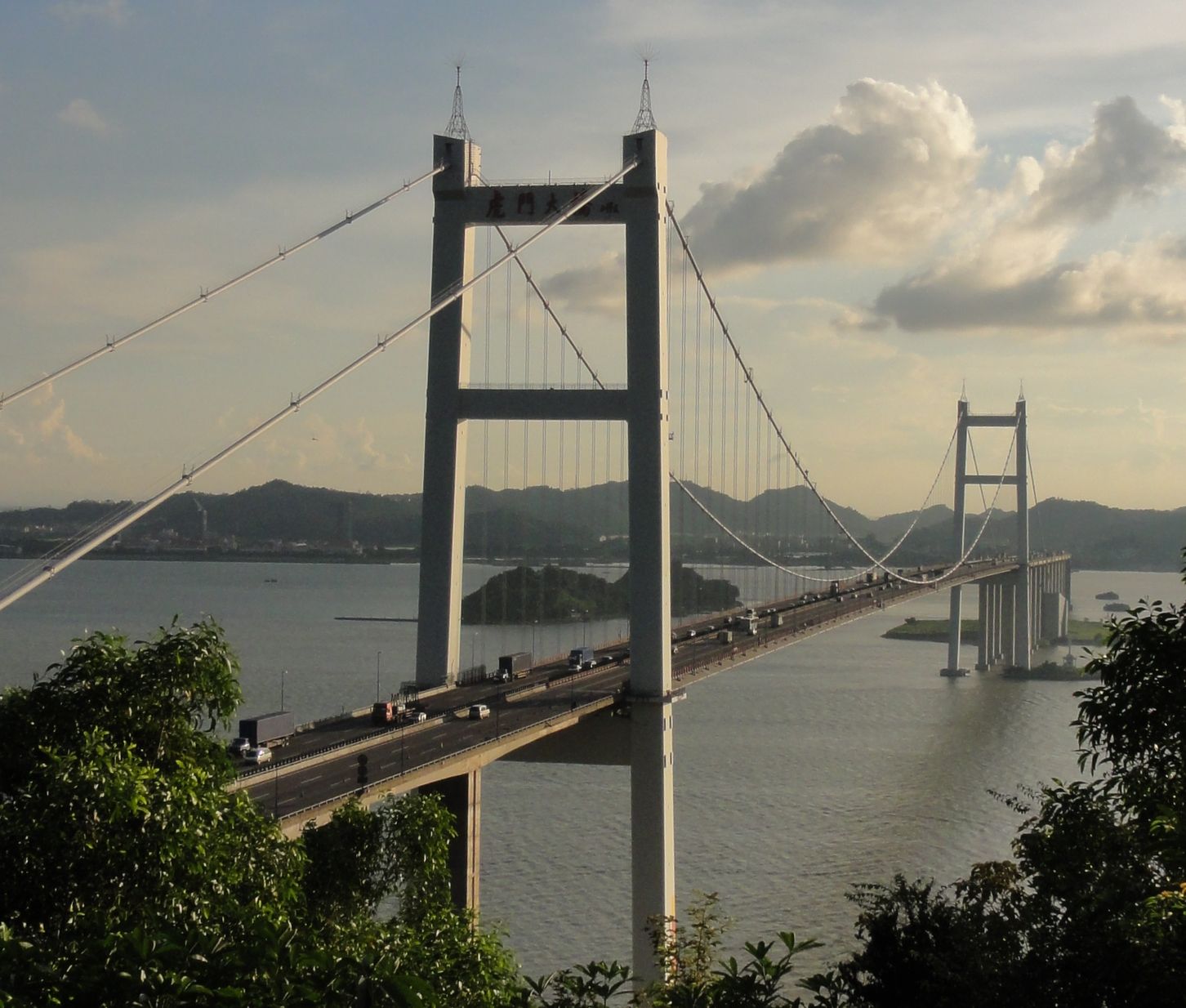
珠江対岸の東莞市を結ぶ莞仏高速道路虎門大橋

- 高速道路
  - 広澳高速道路
  - 広州環状高速道路
  - 莞仏高速道路
  - 広竜高速道路
  - 東新高速道路
  - 南沙港快速路
  - S76 黄欖快速幹線

## 観光地
- 南沙天后宮
- 下横檔島アヘン戦争歴史遺産
- 南沙博物館
- 姑蘇園
- 百万葵園